# Batalla de Bajmut
La batalla de Bajmut fue una serie de enfrentamientos militares ocurridos entre 2022 y 2023 cerca de la ciudad de Bajmut en el marco de la guerra de Ucrania, entre las Fuerzas Armadas de Ucrania y las Fuerzas combinadas de Rusia y las Fuerzas Armadas Unidas de Nueva Rusia.
El asalto principal hacia la ciudad comenzó después de que las fuerzas rusas avanzaran desde la dirección de Popasna, luego de una retirada ucraniana de ese frente. La principal fuerza de asalto consistió principalmente en mercenarios de la organización paramilitar rusa Grupo Wagner, apoyados por tropas regulares rusas.
A fines de 2022, luego de las contraofensivas de Járkov y Jersón de Ucrania, el frente Bajmut-Soledar se convirtió en un foco importante de la guerra, siendo una de las pocas líneas de frente en Ucrania donde Rusia permaneció a la ofensiva. Los ataques a la ciudad se intensificaron cuando las fuerzas rusas asaltantes fueron reforzadas por unidades trasladadas desde el frente de Jersón, junto con reclutas recién movilizados. En ese momento, gran parte de la línea del frente se había convertido en el teatro de una guerra de trincheras posicional en la que ambos bandos sufrían un gran número de bajas sin avances significativos.  
Las tropas de Wagner fueron ganando terreno gradualmente, y, en febrero de 2023, capturaron territorio en el norte y el sur de Bajmut y amenazaron con un cerco, lo que obligó a las fuerzas ucranianas a retirarse lentamente. La batalla se convirtió entonces en una guerra urbana. En marzo de 2023, las fuerzas rusas capturaron la mitad oriental de la ciudad, hasta el río Bajmuta, y continuaron avanzando hacia las partes controladas por Ucrania. 
El 20 de mayo de 2023 la localidad quedó ocupada en su mayor parte por el grupo Wagner mientras que el control ucraniano quedaba reducido a una pequeña franja a lo largo de la autopista T0504. A continuación, el grupo Wagner cedió el control a las tropas regulares rusas. Unas semanas más tarde dio comienzo la anunciada contraofensiva ucraniana de primavera, que tuvo como uno de sus objetivos avanzar por los flancos de Bajmut para rodear la ciudad.
Aunque en un principio Bajmut carecía de importancia estratégica, la lucha por su control se convirtió en una de las batallas más cruentas y costosas de la guerra y objeto de campañas de propaganda por ambos bandos. El bando ruso comenzó a referirse al «bastión de Bajmut», catalogándolo como una fortaleza pertrechada durante 10 años (en referencia a la derrota en la lucha por esa población al comienzo de la guerra del Dombás); el bando ucraniano por su parte comenzó a utilizar Bajmut como ejemplo de la defensa numantina a la invasión, pues su situación a apenas 40 kilómetros de la línea de contacto de la guerra del Dombás, destacaba el poco avance ruso desde la invasión a gran escala.
Fuentes de mayor y menor credibilidad de ambos bandos empezaron a exponer números de bajas sufridas por los combatientes a unos niveles tan altos que la batalla empezó a ser conocida como «la picadora de carne». En junio de 2024 la BBC publicó un número de bajas estimado únicamente del grupo Wagner, utilizando los datos personales que Mediazona pudo recopilar de las bajas del grupo mercenario reconocidas por Prigozhin, publicando el número de 19.669 mercenarios muertos, de los cuales 17.175 se correspondían con convictos rusos sacados de la prisión a cambio de un contrato con la compañía mercenaria y 2.494 a mercenarios puros de Wagner. Se desconoce el número exacto de bajas tanto de las fuerzas armadas ucranianas como de las fuerzas armadas rusas y sus proxies de Donetsk y Lugansk, anexionadas al organigrama ruso en octubre de 2022, pero los analistas y medios occidentales calculan en cerca de 100.000 las bajas mortales totales rusas (incluyendo los 20.000 muertos de Wagner), aunque esto fue un lapsus de Joe Biden en una cumbre del G7 matizada más tarde por Antony Blinken que explicó que la información referida por Biden se trataba de bajas totales de Rusia en Ucrania (no sólo Bajmut) desde el anterior diciembre; la parte rusa por su lado ha llegado a elevar el número de bajas ucranianas a 120.000, de los que supuestamente 50.000 serían muertos y 70.000 serían heridos.
La intensidad de las batallas en el sector de Bajmut se ha comparado con las de la Primera y Segunda Guerra Mundial.

## Antecedentes
El 24 de febrero de 2022, Rusia invadió Ucrania, en una fuerte escalada de la guerra ruso-ucraniana, que había comenzado en 2014. La invasión provocó la crisis de refugiados de más rápido crecimiento en Europa desde la Segunda Guerra Mundial, con más de 6.5 millones de ucranianos huyendo del país y un tercio de la población desplazada. El 8 de mayo, Serhiy Haidai, gobernador de la óblast de Lugansk, dijo en su canal de Telegram que los rusos controlaban solo la mitad de la ciudad de Popasna, pero luego admitió que las fuerzas ucranianas se habían retirado. El 12 de mayo, las fuerzas rusas habían derrotado a las fuerzas ucranianas en la batalla de Rubizhne y establecido el control total de la ciudad, promoviendo sus intentos de rodear Severodonetsk.

### Bombardeo de la ciudad

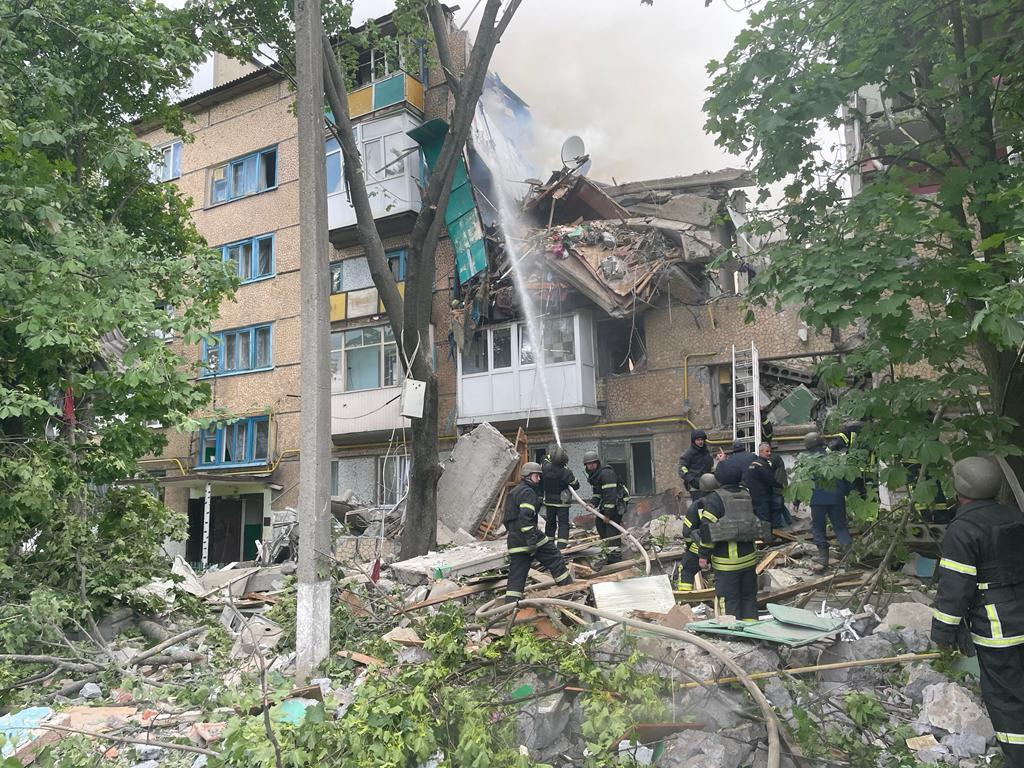
Bloque de apartamentos en Bajmut después del bombardeo 17 de mayo de 2022.

El 17 de mayo, las fuerzas rusas comenzaron a bombardear la ciudad, interrumpiendo el suministro eléctrico. Cinco personas murieron, incluido un niño de 2 años. Un equipo de noticias de Letonia capturó las consecuencias inmediatas del bombardeo de un apartamento. Una vez resueltos los bloqueos, se supo que había cinco muertos, entre ellos un niño.

El 20 de mayo, las fuerzas rusas avanzaron más en el oeste y el sur de Popasna, con el objetivo de cortar la carretera a Severodonetsk. A pesar de la resistencia ucraniana, las fuerzas rusas finalmente se abrieron paso en el área de Propasa el 20 de mayo. El 22 de mayo, las fuerzas rusas lograron asegurar su ruta de avance e intentaron avanzar simultáneamente hacia el oeste, hacia Bajmut, y hacia el norte para cortar los enlaces fuera de la carretera con Severodonetsk. El 24 de mayo, las fuerzas rusas atacaron desde Popasna con el objetivo de aislar Bajmut, Lisichansk y Severodonetsk, ganando algo de terreno. Las fuerzas ucranianas hicieron una retirada controlada al suroeste de Pospasna para fortalecer su posición defensiva en Bajmut. Posteriormente, los rusos capturaron Svetlodarsk. Al día siguiente, las fuerzas rusas lograron ingresar a la carretera Bajmut-Lisichansk cerca de las aldeas de Nahirne y Bilohorivka. Los avances rusos pusieron en peligro las líneas de suministro de las tropas ucranianas en el área de Lisichansk y Severodonetsk.
El 26 de mayo, los rusos lograron establecer un puesto de control en la carretera T 1302, que luego fue demolido, lo que permitió reanudar el tráfico.
El 30 de mayo estallaron intensos combates en la carretera entre Kostiantynivka y Bajmut después de que las fuerzas rusas intentaran cortar una carretera al noreste de la ciudad de Lisichansk y sus hermanas en Severodonetsk, donde una ofensiva rusa intenta rodear a las tropas ucranianas. El objetivo de esta operación militar del ejército ruso era separar las fuerzas ucranianas de Bajmut y Lisichansk con la intención de rodear a las fuerzas ucranianas en tres calderas en la aglomeración de Severodonetsk-Lisichansk, Bajmut-Kostiantynivka-Dzerzhinsk y Sláviansk-Kramatorsk.
En la mañana del 9 de junio, aviones rusos impactaron en un complejo de almacenes agrícolas en las afueras de Bajmut. Fue el tercer golpe al complejo en las últimas semanas. Un enorme agujero en la acera muestra dónde cayó una bomba, esparciendo metralla en todas direcciones, abriendo agujeros en un almacén de trigo.
El 12 de junio, en una colina boscosa cercana, delgadas rayas de humo negro se arremolinaron en el cielo desde donde se produjeron las explosiones, muy probablemente un lanzacohetes ucraniano. Hubo una drástica escasez de pan ese día debido a la creciente presión de las fuerzas rusas para cortar la carretera Lisichansk-Bajmut. Las fuerzas rusas han estado bombardeando la carretera y Bajmut durante semanas, en lo que se considera un intento de aislar las ciudades gemelas del resto del territorio controlado por Ucrania.
Fuertes ataques aéreos de la aviación rusa en Bajmut continuaron en los días siguientes.
El 16 de junio, las fuerzas rusas intentaron mejorar su situación táctica en dirección a Bajmut realizando una operación de asalto y bombardeos de artillería cerca de varios asentamientos. En dirección a Bajmut, los rusos lanzaron un asalto a la zona para mejorar su posición táctica. Se registraron bombardeos de artillería en la zona de Vesela, Soledar, Berestovo y Vovchoiarivka, desde donde se lanzó el asalto a Bajmut. El 3 de julio, después de que comenzara la batalla de Síversk, Rusia intensificó sus ataques contra Bajmut.
El 16 de julio, tras el final de la pausa operativa, Bajmut y Síversk se convirtieron en el foco clave de la guerra. El 19 de julio, el ministro de defensa de Rusia insinuó que, a diferencia de lo que había predicho ISW y la mayoría de los expertos, Rusia usaría Síversk como escenario para Bajmut, no Slóviansk. Poco después, ISW dijo que Rusia planeaba centrarse primero en Bajmut y Síversk, antes de centrarse en el «objetivo principal» de Slóviansk y Kramatorsk.
El 25 de julio, cayó la planta de energía de Vuhledar en Novoluganske, cortando toda la línea defensiva de Svitlodarsk. Novoluganske cayó a mediados de finales de mayo. Esto sucedió después de una retirada ucraniana controlada del área. Novoluhanske es un poco más pequeño que una milla cuadrada. El mismo día, Berestove cayó. El Instituto para el Estudio de la Guerra teorizó que esto fue una reacción a los continuos fracasos para violar Síversk, pero también dijo que es poco probable que esto proporcione la capacidad de atacar a Bajmut, y dijo que es posible que se retome, como Hrihorivka.
El 26 de julio, mientras se desarrollaba la batalla del Dombás, se confirmó que las tropas rusas habían capturado la central térmica de carbón de Vuhlehirsk, a unos 55 km de Bajmut. Un asesor del presidente de Ucrania, Alexei Arestovich, dijo que la incautación de la planta le dio a las fuerzas rusas una «pequeña ventaja táctica» mientras buscaban reiniciar su ofensiva en el este.
El 27 de julio, las fuerzas rusas comenzaron un intenso bombardeo diario de Bajmut justo antes de la ofensiva contra la propia ciudad. Los rusos vencieron a Bajmut en forma de ataques de artillería. Un hotel de la ciudad fue atacado. El gobernador de Donetsk, Pavlo Kirilenko, dijo que al menos tres murieron y tres resultaron heridos. Seis edificios residenciales y seis casas particulares resultaron dañados.

## Batalla

### En 2022

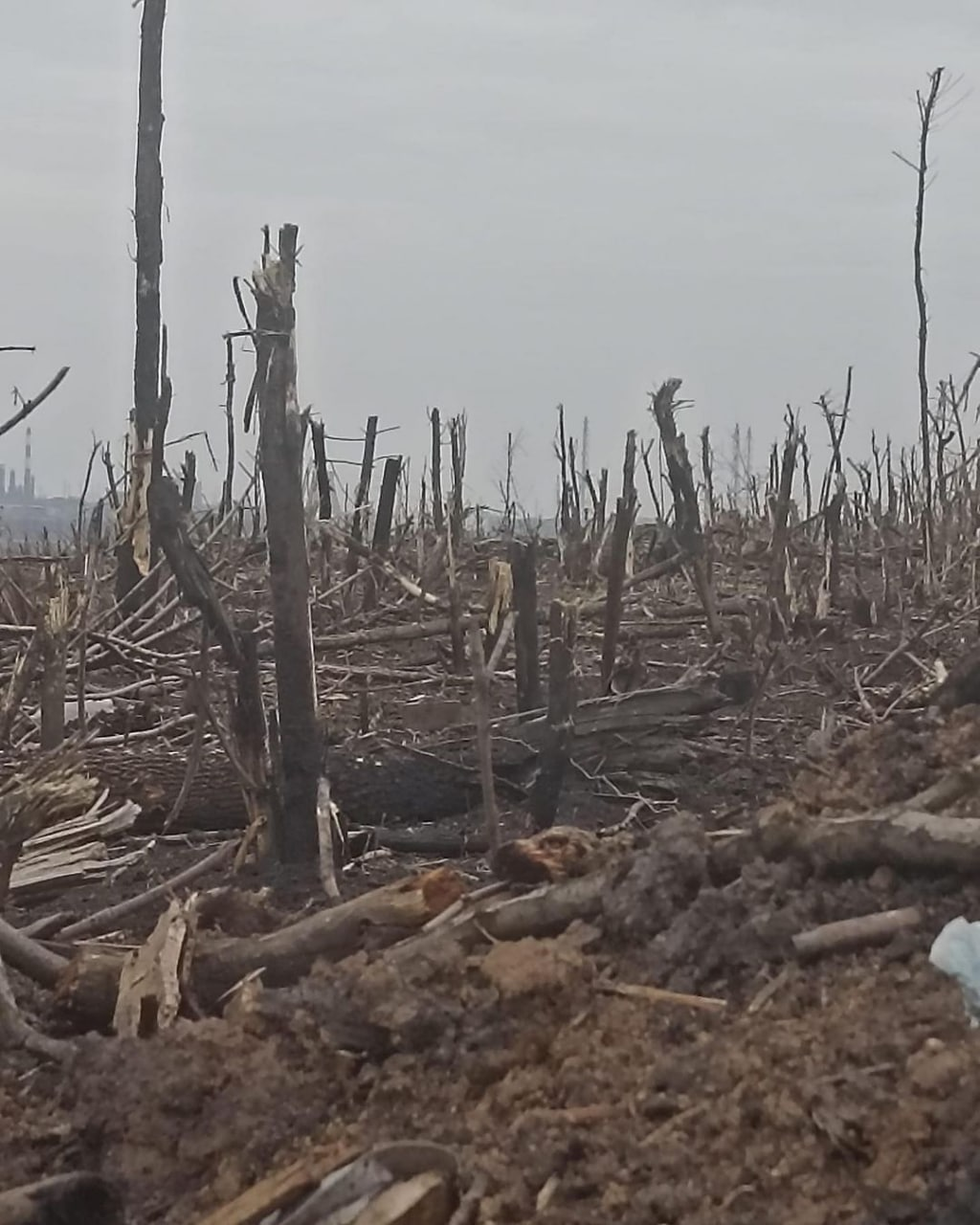
Tierra de nadie en el frente.

El 1 de agosto, las fuerzas rusas lanzaron ataques terrestres masivos contra los asentamientos al sur y sureste de Bajmut. El canal ruso en Telegram de Voennyi Osvedomitel, publicó imágenes de vehículos destruidos en un campo, afirmando que las fuerzas rusas se encuentran a dos kilómetros de Bajmut. El Ministerio de Defensa de la Federación Rusa anunció que había comenzado la batalla y el asalto a la ciudad de Bajmut. Al día siguiente, las fuerzas rusas lograron cierto éxito al sureste de Bajmut y continuaron las operaciones ofensivas al noreste y sureste de Bajmut. El Estado Mayor de Ucrania informó que la aviación rusa supuestamente había aumentado la intensidad de los ataques aéreos y había comenzado un ataque terrestre contra la ciudad. Se produjeron feroces combates en las afueras del sureste de la ciudad. El 3 de agosto, las fuerzas rusas continuaron los ataques aéreos y con misiles en dirección a Bajmut desde los asentamientos de Kodem, Semihirya, Travneve, Vyimka, Berestov, Bakhmutske y Opytne. Al día siguiente, 4 de agosto, el canal ruso en Telegram anunció que el PMC Wagner, apoyado por la artillería rusa, logró abrirse paso desde el lado este hasta la calle Patrice Lumumba en Bajmut y que la barricada de la AFU fue destruida en la carretera Bajmut-Síversk.
Durante todo agosto, las fuerzas rusas continuaron el bombardeo contra las partes centrales de la ciudad, dejando víctimas civiles y dañando edificio emblemáticos de la ciudad como el Centro Martínov para la Cultura y el Ocio, al mismo tiempo que se producían combates en las afueras de la misma con avances muy moderados por parte de las fuerzas rusas lideradas por el Grupo Wagner. Para el 14 de agosto, el Ministerio de Defensa ucraniano informó oficialmente de que las fuerzas rusas estaban consiguiendo un éxito parcial cerca de Bajmut, sin hacer mayores especificaciones. 
El 20 de septiembre, mismo día que en la prensa occidental se informaba de que el grupo Wagner buscaba nuevos reclutas entre la población carcelaria rusa, un comandante del grupo, Alexei Nagin, fue asesinado cerca de Bajmut.
El 7 de octubre las fuerzas rusas consiguieron avanzar por varios distritos de las afueras de Bajmut, reconocido por el Ministerio de Defensa y el presidente ucraniano el 10 de octubre. El 24 de octubre, un contrataque ucraniano retomó el control de fábricas de las afueras de la ciudad que habían sido hitos del avance ruso las semanas anteriores, haciendo retroceder la línea de contacto unos 2 km y retomando por completo el control del distrito urbano de Bajmut, si bien las fuerzas rusas continuaban en posesión de varios distritos colindantes.
Entre el 3 y el 11 de noviembre, una contraofensiva del sur retoma la ciudad de Jersón, por lo que las tropas rusas se retiran a la otra orilla del Dniéper, liberando varias unidades de la hipotética defensa de la urbe. Ante esto, algunos analistas apuntaron que estas fuerzas ayudarían a Rusia a reforzar posiciones defensivas en sus supuestas nuevas óblast e incluso reforzar la captura de las poblaciones de Donetsk, entre las que está Bajmut.
Para finales de noviembre, el Ministerio de Defensa ruso anunciaba la toma de numerosas poblaciones de pequeño tamaño alrededor del área oriental de Bajmut, lo cual fue corroborado parcialmente por el gabinete estratégico Instituto para el Estudio de la Guerra (en inglés: ISW: Institute for the Study of War), la organización de Kimberly Kagan y una de las más utilizadas para la información verídica sobre el seguimiento de la guerra.
A lo largo de diciembre, Rusia consiguió en varias ocasiones penetrar en la ciudad, aunque en todas ellas sus tropas acabaron por ser nuevamente expulsadas por las unidades ucranianas. Tras varios intentos, las fuerzas rusas comenzaron a utilizar una estrategia de retiradas simuladas a las afueras de Bajmut para que las tropas ucranianas en persecución fuesen alcanzadas fuera de sus posiciones fortificadas.

### En 2023
En la noche del 1 al 2 de enero de 2023, tras bombardeos de artillería rusa sobre Bajmut y otro lanzamiento de drones suicidas Shaheds contra Kiev, Ucrania utilizó dos Lanzacohetes múltiple HIMARS para bombardear una escuela de formación profesional en Makivka que se estaba utilizando como punto de despliegue temporal para personal militar ruso supuestamente con destino al frente de Bajmut. El bombardeo dejó el edificio en ruinas. Las fuerzas ucranianas comunicaron que el ataque se saldó con setecientas bajas: cuatrocientos muertos y trescientos heridos. Por su parte, Rusia sólo confirmó el fallecimiento de sesenta y tres soldados. Al día siguiente, la artillería rusa alcanzó la Escuela n.º 10 de Bajmut con munición termobárica, un lugar de concentración de unidades de un batallón de las Fuerzas de Defensa Territorial de Ucrania.
Durante la primera quincena de enero de 2023, el ataque ruso se intensificó para la toma de Soledar, la localidad más grande de la zona nororiental de Bajmut, considerada clave para proceder a un cercamiento de Bajmut por la zona norte. Para el 16 de enero se constató el control ruso de Soledar, por lo que se esperaba que las fuerzas rusas avanzasen hasta la carretera T0503, que conecta Bajmut con Síversk y en algún momento hacia la M03 (E40), que conecta Bajmut con Slóviansk.
Días después de la captura de Soledar se descubriría que el desgaste sufrido por los mercenarios Wagner en el avance por Soledar pasó la suficiente factura al grupo como para conseguir que el avance hacia las carreteras y localidades restantes del norte de Bajmut (Krasna Gora, Blagodatne y Paraskovivka) no serían tan inminentes como muchos esperaban, llegando a reconocer el líder de Wagner, Prigozhin, que la toma de Bajmut no se realizaría «en el corto plazo» como muchos creían. Por la parte ucraniana, las fuerzas desplegadas en Bajmut indicaban que las fuerzas rusas, especialmente los mercenarios Wagner, seguían intentando atacar la línea defensiva mandando grupos de entre 10 y 15 soldados de infantería uno tras otro en ataques frontales que debían estar mermando mucho sus capacidades, aunque destacaban que el sometimiento continuo a la artillería rusa también les pasaba factura, solicitando que se enviase más material, especialmente carros de combate principal modernos como los anunciados en días previos: Challenger 2 británicos, Leopard 2 europeos y M1 Abrams estadounidenses.
El 1 de febrero de 2023 se hizo público un informe del 20 de enero de 2023 por parte del BND (servicio secreto alemán) en el que destacaba que las bajas ucranianas en la zona de Bajmut se contaba «en números de tres cifras» por lo que diariamente soportaría un mínimo de cien bajas (muertos, heridos y desaparecidos). Según el mismo informe publicado parcialmente por Der Spiegel, las bajas en el lado ruso eran mucho mayores porque las órdenes de Wagner no siguen tácticas, sino una mera estrategia de atacar utilizando a sus mercenarios como carne de cañón, lo que unido a lo publicado el 23 de enero por el medio independiente ruso Meduza de que la ONG Rus Sidyashchaya había cifrado en sólo diez mil reclusos luchando de los cincuenta mil enrolados en meses anteriores (suponiendo cuarenta mil muertos, heridos o desertores), mostraría el enorme coste para el bando ruso del avance en esta zona del Dombás.
La primera quincena de febrero registró muy pocos avances de las fuerzas rusas contra la línea defensiva ucraniana en Bajmut, aunque sí cosecharos más éxitos en las localidades circundantes para el hipotético cerco al particular Somme ucraniano. El 12 de febrero, Wagner anunció la toma de Krasna Gora, una de las tres localidades en el norte de Bajmut. Este éxito unido al comienzo de asaltos blindados a una escala considerable en el frente de Vugledar (también en la región de Donetsk) auparon a los propagandistas prorrusos que empezaron una campaña de afirmación en la que defendían que la toma de todo el Dombás, el supuesto objetivo inicial de la autodenominada por Rusia «Operación Militar Especial», se cumpliría en cuestión de tiempo con la llegada del aniversario del comienzo de la guerra. Ante estas cuestiones, Prigozhin respondió a los medios rusos que, de seguir con la misma estrategia e inversión de material, harían falta otros dos años más para la conquista del Dombás.
Hacia finales de febrero, el avance en el núcleo urbano de Bajmut por Rusia era mínimo, pero sí se había obtenido el control de Paraskovivka y Blagodatne al norte de Bajmut, así como de Yagidne, la población más cercana al norte de la urbe. En Berjivka aún se mantenían combates, aunque no impedía el comienzo del arco hacia el sur del cercamiento por el Norte. Por el lado sur, el avance fue más complicado para Rusia, pues entre Opitne y la línea Ivanivske-Chasiv Yar (principal vía de suministro de Bajmut según los medios) existía un enorme espacio sin edificaciones ni otras poblaciones, por lo que el avance debía hacerse a campo abierto, convirtiendo a las unidades rusas en un blanco sencillo para la artillería ucraniana apostada en Chasiv Yar, pero consiguieron acercarse a la carretera T0504, la última vía amplia de posible escape para las unidades apostadas en la ciudad. Distintas ONG internacionales cifraron en unos cinco mil habitantes los civiles restantes en la ciudad que contaba con casi ochenta mil antes de la guerra.
Para marzo de 2023, la situación de Ucrania en Bajmut era muy complicada, llegando a apuntarse por parte de analistas internacionales que la táctica de desgaste contra las fuerzas rusas aplicada por Ucrania en el frente de Bajmut, podía estar empezándose a volver en contra de Ucrania si el mando ucraniano insistía en seguir manteniendo la localidad con la necesidad de reforzar con tropas y material la zona ya casi cercada por las fuerzas rusas. Por otro lado, se ha apuntado que para ambos bandos la toma o defensa de la localidad se ha convertido en un asunto prioritario por el simbolismo que ha adquirido la localidad: Para Rusia, la toma de la ciudad puede suponer su «vuelta» al avance sobre Ucrania tras las contraofensivas de Kiev, Járkov y Jersón en las que Ucrania recuperó gran parte del terreno conquistado por Moscú desde el 24 de febrero de 2022; Para Ucrania, conseguir que Rusia no sea capaz de obtener la localidad después de haber lanzado contra ella numerosas unidades de mercenarios Wagner, tropas separatistas ucranianas e incluso brigadas aerotránsportadas (las conocidas VDV rusas, consideradas tropas «de elite»), así como bombardear incesantemente la ciudad por prácticamente un año, sería un símbolo de la resistencia ucraniana contra la invasión y un mensaje internacional de que Rusia no será capaz de anexionarse de manera efectiva el Dombás.
El 7 de marzo, Ucrania retiró sus unidades en Bajmut hacia la zona occidental del río Bajmutka, que recorre la localidad. Tras ello, el Grupo Wagner afirmó haber capturado el este de la ciudad. El 11 de marzo, el Ministerio de Defensa del Reino Unido dijo que: «En el centro de la ciudad, el río Bajmutka ahora marca la línea del frente», con las unidades Wagner a la cabeza de la lucha. Ambos bandos han afirmado haber matado y herido a cientos de soldados del otro bando. El río se ha convertido en una zona de muerte para las unidades de Wagner, mientras que al mismo tiempo las fuerzas ucranianas corren el riesgo de ser aisladas. El 26 de marzo, CNN informó que las fuerzas de Wagner habían afirmado haber capturado completamente el complejo metalúrgico AZOM, que propagandistas de ambos bandos habían vaticinado que podría convertirse en la Azovstal (última defensa de Mariúpol) de Bajmut, aunque finalmente no fue el caso.
El 3 de abril, después de tomar el ayuntamiento (en el centro de la urbe y cercano a la estación ferroviaria), el jefe del Grupo Wagner Yevgueni Prigozhin afirmó que, desde un punto de vista «legal», se había tomado Bajmut. Kiev se burló de la afirmación y dijo que había repelido numerosos ataques en la ciudad. El 6 de abril, las fuerzas rusas avanzaban por el centro de la ciudad y habían tomado la orilla occidental del Bajmutka.

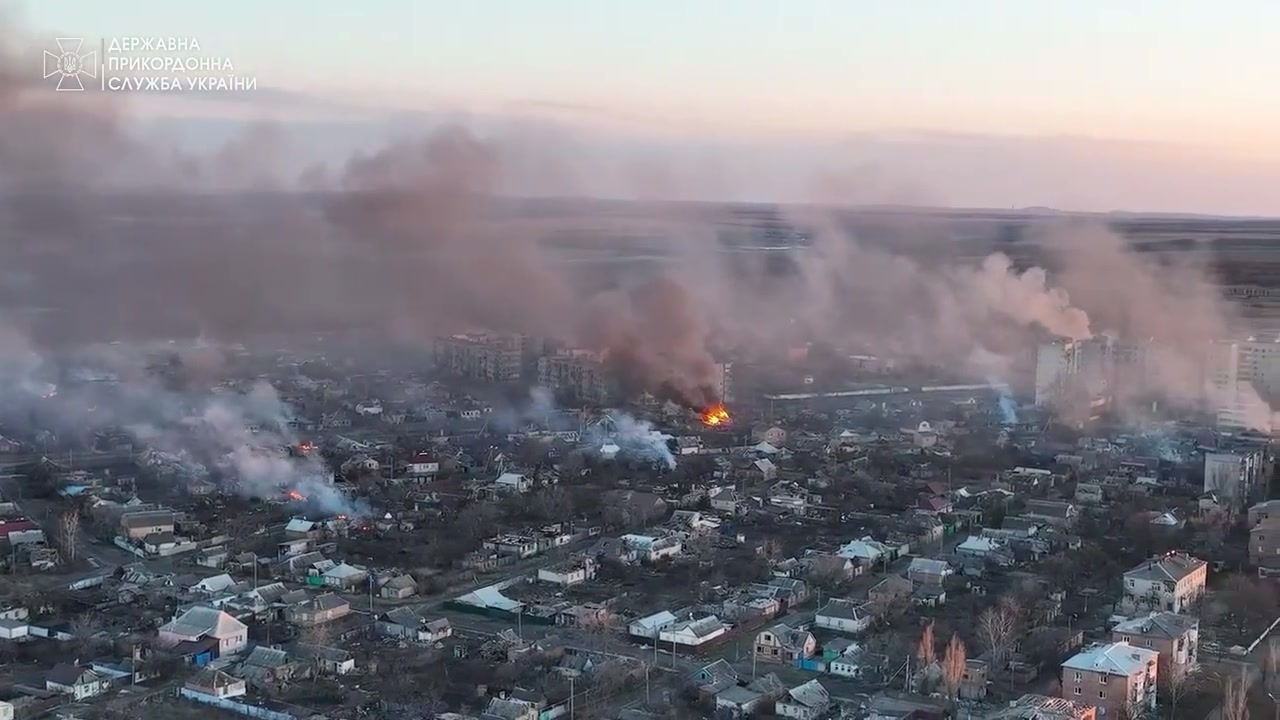
Combates en la parte oeste de la ciudad (abril de 2023).

El 18 de abril se sucedieron declaraciones en las que Yevgueni Prigozhin dijo que Wagner controlaba más del 80 % de la ciudad, lo que fue respondido por funcionarios ucranianos declarando que Ucrania «controlaba considerablemente más del 20 % de la ciudad». Además, el general ucraniano Oleksander Syrskyi informó que Rusia estaba «aumentando la actividad de la artillería pesada y el número de ataques aéreos, convirtiendo la ciudad en ruinas».
El 26 de abril, la Fuerza Aérea de Ucrania lanzó cuatro bombas deslizantes GBU-62/B JDAM de 227 kg sobre un edificio de gran altura en la parte de Bajmut controlada por Rusia, posiblemente desde dos MiG-29.[cita requerida] Ambas partes han destruido edificios de gran altura en Bajmut para evitar que se utilicen «como depósitos de municiones, posiciones de combate y puestos de observación».[cita requerida]
El 1 de mayo, el portavoz ucraniano Serhii Cherevaty dio una estimación de la fuerza actual de las fuerzas rusas que atacan la ciudad. Afirmó que «en la dirección de Bajmut, 25 600 efectivos, 65 tanques, 450 vehículos blindados de combate, 154 cañones, 56 sistemas de salva de cohetes están luchando contra nosotros».

#### Debilitamiento de la ofensiva rusa y contraataques ucranianos (1ertrimestre 2023)
El 1 de mayo, el coronel general Oleksander Syrskyi dijo que las fuerzas ucranianas habían recuperado algunas partes de la ciudad después de un contraataque, mientras que Prigozhin dijo que el Grupo Wagner había avanzado unos 120 m a cambio de la pérdida de unos ochenta y seis combatientes, pero se quejó, pues dijo que había escasez de municiones, sus fuerzas necesitaban trescientas toneladas por día.  El 5 de mayo, amenazó con retirar a todo el personal de Wagner de la ciudad antes del 10 de mayo, el día después del Día de la Victoria, y denunció a Serguéi Shoigú y Valeri Guerásimov, diciendo: «porque en ausencia de municiones [el personal de Wagner está] condenado a  perecer sin sentido».
El mismo día, los ucranianos informaron que los rusos estaban bombardeando la ciudad con municiones de fósforo, y se publicaron varios videos y fotos que mostraban los efectos del bombardeo. 
El líder checheno, Ramzán Kadýrov, acordó reemplazar a las fuerzas de Wagner con unidades chechenas en la ciudad según Yevgueni Prigozhin. El 7 de mayo, Prigozhin anunció que Valeri Guerásimov reanudaría la distribución de municiones de artillería a las fuerzas de Wagner, que las fuerzas de Wagner permanecerían en Bajmut y que Serguéi Surovikin actuaría como intermediario entre el Grupo Wagner y el Ministerio de Defensa ruso.  El ISW evaluó que Guerásimov probablemente acordó mantener a Kadýrov fuera del Alto Mando ruso y la situación mostró que el Ministerio de Defensa ruso está teniendo dificultades para comandar las fuerzas de Wagner.
El 9 de mayo, Prigozhin afirmó que aunque a sus fuerzas se les prohibió retirarse, el ejército ruso «se escapó». Según él, «recibieron una orden de combate, donde se decía que el retiro de los cargos sería considerado alta traición. Esto, en primer lugar, estaba dirigido a nosotros.  Si no hay municiones, nos retiraremos de nuestras posiciones... En lugar de luchar, nosotros estamos constantemente teniendo intrigas. Tenemos un Ministerio de Intriga en lugar del Ministerio de Defensa, por lo que nuestro ejército está huyendo. Está funcionando porque la brigada 72 hoy 9 de mayo perdió 3 km², en los que perdí como quinientas personas porque era un punto de apoyo estratégico. Simplemente se escaparon...». También afirmó que el Ministerio de Defensa solo entregó a sus tropas el 10% de las municiones que prometieron proporcionarle.
Los propios ucranianos confirmaron más tarde su relato, con su 3.ª Brigada de Asalto Separada declarando en Telegram que «el informe de Prigozhin sobre la fuga de la 72.ª Brigada Separada de Fusileros Motorizados de las Fuerzas Armadas Rusas de las cercanías de Bajmut y los "500 cadáveres" de rusos que  permaneció allí es cierto. La 3.ª Brigada de Asalto está agradecida por la publicidad de nuestro éxito en el frente». Además, el personal militar ucraniano también informó que en dos días, en las inmediaciones del suroeste de la ciudad, aviones de ataque del 3.er Batallón de Asalto Separado, que pertenece a Azov, eliminaron a 64 invasores; se están aclarando datos sobre la eliminación de otros 87. La brigada notó que hay «wagneritas» entre estos combatientes. Además, los defensores capturaron a cinco rusos y destruyeron varios depósitos de municiones rusas, morteros y «más de un vehículo de combate de infantería». También afirmaron que las compañías 6 y 8 de esta brigada fueron completamente destruidas y que el Destacamento de Asalto 3 del Grupo Wagner sufrió grandes pérdidas.
Más tarde, las autoridades ucranianas publicaron más detalles del enfrentamiento y de más contraataques. El general Oleksander Syrskyi afirmó que los rusos se habían visto obligados a retroceder más de 2 km en el ataque, y el portavoz Serhii Cherevaty afirmó además que 11 IFV, dos vehículos blindados de transporte de personal, un tractor de artillería ligera, cinco depósitos de municiones de campaña y un Zala  UAV fueron destruidos. Otros 203 rusos murieron, 216 resultaron heridos y cinco fueron capturados el 10 de mayo. También dijo que la afirmación de Prigozhin sobre la escasez de municiones era falsa, ya que los rusos «golpearon» sus posiciones.

#### Toma de la ciudad por parte de Rusia (mayo 2023)
A comienzos de mayo las fuerzas ucranianas comenzaron a retroceder gradualmente y para el 20, la ciudad estaba bajo control ruso, aunque los combates continúan a las afueras de la ciudad.

### Tras la toma de la ciudad

#### Contraataques por los flancos y retirada de los mercenarios Wagner (primer decenio de junio de 2023)
El 1 de junio las fuerzas invasoras lanzaron varias ofensivas infructuosas en dirección a Orikhovo-Vasylivka y Bila Hora. Por otro lado, según Hanna Malyar, Viceministra de Defensa declaró el día anterior que las fuerzas ucranianas mantenían el control en la periferia suroeste y entrada a Bajmut. Por aquel entonces solo habían noventa miembros de Wagner en la zona, los cuales se esperaba que abandonasen la ciudad en pocos días.
Al día siguiente, el Coronel Serhiy Cherevaty declaró que las unidades rusas optaron por una estraegia defensiva en lugar de participar en la guerra de desgaste junto con Wagner. Por su parte, Prigozhin afirmó que los militares rusos intentaron acabar con sus hombres mediante el uso de minas antitanques «sin éxito».
El 3 de junio el Instituto para el Estudio de la Guerra (ISW) y el Ministerio de Defensa británico declararon que las Fuerzas Aerotransportadas rusas habían desplegado las siguientes unidades: la 76.ª División de Asalto, la 106.ª División Aerotransportada  y otras dos brigadas no especificadas. Posteriormente se produciría un intento de asalto a Ivanivske sin éxito.
El 4 de junio, las fuerzas rusas volverían a lanzar otro ataque infructuoso contra Ivanivske y Bila Hora. Por otro lado, el líder de Wagner declaró que las fuerzas ucranianas habían recuperado parte de la localidad de Berkhivka, al norte de Bajmut durante un contraataque. Sin embargo, estos afirmaron haber avanzado en mayor profundidad por los flancos de la ciudad: entre doscientos y mil seiscientos metros por el norte (hacia Orikhovo-Vasylivka y Paraskoviivka) y entre cien y setecientos por el sur (hacia Ivanivske y Klischiivka) Por su parte, el ISW afirmó que los ucranianos habían avanzado hasta un kilómetro en dirección a Zaliznianske y reiteró que la mayor parte de Berkhivka fue liberada.
Dos días después, las fuerzas ucranianas hicieron retroceder a las rusas a las afueras orientales de Klishchivka al tiempo que continuaban los combates en Ozaryanivka, Ivanivske, Mayorsk y Berkhivka.
Al día siguiente volvieron a avanzar entre doscientos metros y un kilómetro en los flancos de Bajmut, mientras que los rusos volvieron a contraatacar sin éxito.
El 8 de junio, el portavoz del Grupo de las Fuerzas Orientales: Serhiy Cherevatyi declaró que el bando ucraniano avanzó 1.6 km por los flancos norte y sur del término con el resultado de 120 rusos fallecidos y 184 heridos aparte de uno capturado. También se destruyeron cinco tanques y otros equipamientos. En su informe, el ISW declaró que se había avanzado 1.8 km de ancho por 1.2 de profundidad por el margen occidental del canal de Siverskyi Donetsk obligando a la 57.ª Brigada de Infantería Motorizada y al batallón Storm-Z a retroceder. Por otro lado continuaron los ataques infructuosos de los rusos.
El 9 de junio los ucranianos informaron que se produjeron avances de 1.2 km con el resultado de 120 rusos caídos, 163 heridos y once capturados. También se reportó la destrucción de tres sistemas de artillería. Al día siguiente, oficiales ucranios declararon haber avanzado 1.4 km en varias secciones del frente matando a 138 soldados rusos, hiriendo 236 y capturando a un prisionero aparte de las pérdidas de varios suministros.
El 11 de junio, la viceministra de Defensa, Hanna Maliar, afirmó que habían avanzado doscientos cincuenta metros en las proximidades de la reserva de Berkhivka.

#### Continúan los combates en la ciudad (segunda quincena de junio - diciembre)
El 14 de junio se reanudaron los combates dentro de los límites de la ciudad, esta vez con Ucrania a la ofensiva y Rusia a la defensiva. Los medios de comunicación rusos informaron de que las fuerzas ucranianas habían comenzado a atacar los ejes suroeste, noroeste y oeste de la ciudad, así como a realizar continuos avances en los flancos de la ciudad, especialmente a lo largo del embalse de Berjivka. El 24 de junio, Hanna Maliar anunció que las tropas ucranianas habían realizado avances en «todas las direcciones» alrededor de Bajmut como parte de un recrudecimiento de la contraofensiva ucraniana de 2023 durante la rebelión del Grupo Wagner.
El 4 de julio, las fuerzas ucranianas hicieron avances significativos hacia la aldea de Klishchiivka, con los avances ucranianos amenazando con cerrar el acceso sur por carretera para los suministros a la ciudad ocupada, y comenzaron a mover artillería hacia la aldea para bombardear Bajmut desde el sur para apoyar otras maniobras de flanqueo. El 25 de julio, las fuerzas ucranianas tomaron las alturas estratégicamente importantes que dominan Klishchiivka, lo que permite ataques ininterrumpidos de artillería en la propia Bajmut, así como la liberación de la mitad occidental del asentamiento. Fuentes ucranianas afirman que esto ha «atrapado» efectivamente a las fuerzas rusas en la ciudad, ya que cualquier intento de salir, o de ser reforzado, será objeto de ataques de artillería desde Klishchiivka.
Las Fuerzas Armadas de la Federación Rusa continuaron a la ofensiva en el sector y en especial en el flanco norte de Bajmut, donde lograron recapturar los territorios recuperados por Ucrania a comienzos del año, en el flanco sur han logrado recapturar varias posiciones alrededor de Klishchiivka, sin embargo comparado al avance en la sección norte, el avance fue más lento.
En el oeste, el avance de las FF. AA. rusas no logró tomar Ivanivske, una pequeña población 4 km al oeste de Bajmut, a medio camino de Chasiv Yar.
Durante el verano, se afirmó que Bajmut sería uno de los tres principales objetivos de la Contraofensiva ucraniana de 2023, la cual finalmente se centró casi en exclusiva en el frente de Zaporiyia con muy poco avance en el mismo, aunque sí recapturaron Klishchiivka en la zona de Bajmut, avanzando hacia la línea férrea de la aona, con lo que detendrían los suministros por línea férrea que las fuerzas rusas en Bajmut pueden recibir desde Donetsk y Jórlivka.
Para finales de noviembre de 2023, con la contraofensiva ucraniana finalizada meses atrás, las FF. AA. rusas retomaron la iniciativa en la zona tomando Jromove, la localidad más al oeste controlada por ellos en la línea, tres kilómetros al oeste de Bajmut, justo al Norte de Ivanivske. Más tarde, Ucrania retomaría el control de la población ante el retroceso ruso por la difícil situación de los soldados rusos de defender la localidad de la artillería de Chasiv Yar.

### En 2024

#### Enfrentamientos en Chasiv Yar
Para 2024, la presencia en el núcleo poblacional de Bajmut de las fuerzas ucranianas era nulo, teniendo incidencia en la zona únicamente a través de la artillería apostada en Chasiv Yar e Ivanivske, siendo esta segunda la primera cuña defensiva ante el posible avance por tierra de nadie de las fuerzas rusas que saliesen de Jromove. Aunque el frente estuvo prácticamente estático desde el comienzo de la contraofensiva ucraniana de 2023, el final de la Batalla de Avdíivka liberó elementos rusos para febrero de 2024, dando comienzo a asaltos más continuos en la ya catalogada como Batalla de Chasiv Yar.

### Visitas en el frente
El martes 20 de diciembre de 2022, el presidente ucraniano Volodímir Zelenski visitó la localidad de Bajmut al mismo tiempo que el presidente ruso Vladímir Putin entregaba medallas a soldados rusos y ucranianos separatistas en el Kremlin de Moscú. Zelenski, que ya había realizado visitas en puntos cercanos al frente como el mes anterior en Jersón, entregó varias condecoraciones de Héroe de Ucrania en rango de la Estrella de Oro (militar) y desafío las declaraciones de los días anteriores de Serguéi Shoigú, ministro de defensa ruso, que tras sobrevolar en helicóptero varias zonas cercanas a la línea de contacto en Donetsk el día 18 aseguró que la toma de Bajmut era inevitable.
El día de Año Nuevo, el grupo Wagner publicó un vídeo en el que aparecía su líder, Yevgueni Prigozhin, supuestamente en el puesto de avanzada del grupo mercenario en el frente de Bajmut. En el transcurso del vídeo Prigozhin aparece al lado de cadáveres pertenecientes a miembros del grupo de los que dice que «su contrato ha terminado» para pasar a quejarse del alto mando ruso, a quienes acusan de la responsabilidad del estancamiento del frente al tiempo que admite las dificultades y cruentos combates que el grupo ha tenido para tener que tomar posiciones en Bajmut casa por casa, confirmando parcialmente lo que bloggeros y propagandistas ucranianos llevaban defendiendo meses sobre la posición de peso de Wagner en el asalto a Bajmut y las graves perdidas que debían estar sufriendo.
El 6 de marzo de 2023, combatientes Wagner alcanzaron el parque frente a la Universidad de Economía y Derecho de Donetsk que se encuentra en la parte oriental de Bajmut. En frente del campus, se encuentra un monumento con un tanque T-34 soviético que conmemora la liberación de Ucrania de la Alemania nazi. A los dos días se publicó un vídeo en varios canales de Telegram donde aparecía Prigozhin de espaldas al monumento diciendo que «agradecerían» que unidades estacionadas en otros frentes sin movimiento se unieran al asalto en Bajmut, ya que la situación del grupo mercenario era delicada y los podía conllevar a necesitar realizar una «pausa táctica» que detendría el avance ruso ya que, según él, la compañía privada es la única fuerza considerable que Rusia posee en ese frente.
En el contexto de la contraofensiva ucraniana de 2023 y el avance ucraniano hacia la ciudad a finales de junio y a lo largo de julio de 2023, se informó de una «visita de Zelenski a las fuerzas en Bajmut» a finales de julio. La visita, que no indicó exactamente el lugar, se dijo que fue «en primera línea» coincidiendo con la recaptura ucraniana de zonas de Klishchiivka, por lo que debió ser en Chasiv Yar o Ivanivske.
El 10 de abril de 2024, Denís Pushilin ex primer ministro de la autoproclamada República Popular de Donetsk y entonces gobernador de la República Popular de Donetsk como sujeto federal ruso, visitó la zona oriental de la ciudad y habló de la «pronta liberación» de la ciudad y que «Rusia la reconstruirá».

## Análisis de la batalla

### Valor estratégico
Bajmut era una ciudad de menos de cien mil habitantes antes del comienzo de la invasión rusa. Su valor estratégico real fue muy discutido tanto durante la batalla como después. Varios analistas occidentales criticaron al gobierno ruso por  haber gastado demasiados recursos en tomarla mientras otros hacían lo propio con el gobierno ucraniano por defenderla e intentar retomarla. El Ministerio de Defensa británico y el Consejo de Seguridad Nacional de los Estados Unidos insistieron en que capturar Bajmut solo sería una victoria «simbólica» para Rusia, en parte por compensar el fracasado intento anterior en 2014 durante la guerra del Dombás. Expertos como Konrad Muzyka y Mark Galeotti argumentaron por el contrario que ante la cuestión de «preservar el prestigio» de las FF. AA. rusas tras los costosos asaltos y las derrotas en la contraofensiva ucraniana, el alto mando ruso había gastado tanta mano de obra en el esfuerzo bélico de otros frentes que «bien podrían hacer todo lo posible» para apoderarse de la ciudad.
Otros analistas sostuvieron que Bajmut sí podía considerarse un centro logístico y nudo de transporte regional clave al pasar dos autopistas: la T0504 a Kostantínovka y la T0513 a Síversk y una línea férrea.El propio presidente ucraniano, Volodímir Zelenski, fue quien atribuyó valor táctico y simbólico a Bajmut, calificándola de «fortaleza de nuestra moral» y negándose a ordenar una retirada táctica de la ciudad en marzo de 2023, diciendo que su captura daría a Rusia un «camino abierto» a ciudades importantes en el este de Ucrania.Algunos analistas occidentales opinaban que mantener la ciudad de Bajmut, al menos hasta febrero de 2023, había dado a Ucrania la oportunidad de acabar con muchos soldados rusos. Otros afirman que Zelenski no quiso retirarse de la ciudad para no dar un imagen de debilidad en un momento en el que presionaba a Alemania y a otros países occidentales para que enviasen a Ucrania más armas y municiones.
Yevgueni Prigozhin declaró que su Grupo Wagner estaba convirtiendo deliberadamente Bajmut en una «picadora de carne» para infligir grandes bajas de desgaste a las fuerzas ucranianas. Análisis occidentales posteriores a la batalla confirman que, a partir de febrero de 2023, los ucranianos empezaron a sufrir fuertes bajas debido a su mala situación táctica.
El 21 de mayo de 2023, tras la captura efectiva de la ciudad de Bajmut, algunos medios de comunicación estatales rusos compararon la caída de la ciudad con la victoria soviética en la batalla de Berlín; Un combatiente ruso le dijo a un corresponsal de Piervy Kanal que sintió «probablemente las mismas emociones que nuestros abuelos tuvieron en Berlín». 
Una emisión de Piervy Kanal del 1 de julio de 2023 en la que se hacía un repaso de la aún denominada «Operación Militar Especial en Ucrania» comparó el Sitio de Mariúpol con la batalla por Bajmut. Afirmaba que esta última no había sido «la ciudad más importante desde el punto de vista del frente», y que los combatientes del Grupo Wagner destruyeron y capturaron la ciudad durante más de 7 meses y medio. La emisión contrastó esto con Mariúpol (retratada como «uno de los centros más importantes de la metalurgia ucraniana»), que había sido capturada por el Ejército ruso y la Guardia Nacional de Rusia en 71 días. Este informe fue televisado una semana después de la rebelión del Grupo Wagner.

### Bajas
Las bajas de la batalla de Bajmut, una de las más afamadas durante la invasión rusa de Ucrania han sido objeto de todo tipo de publicaciones desde medios serios hasta propagandistas sin fundamento.
Estudios publicados por analistas occidentales en 2024, ya terminada la batalla, estiman que el ejército ucraniano sufrió unas 10 000 bajas entre muertos y heridos mientras que Wagner perdió unos 40 000. Por tanto, el ratio de bajas en el enfrentamiento habría sido de cuatro soldados rusos por cada uno ucraniano; sin embargo, los mismos estudios destacan la apreciación de que las bajas ucranianas fueron de fuerzas regulares, en muchos casos unidades militares con experiencia militar muy necesaria para Ucrania y difícil de sustituir; mientras que el grueso de las bajas rusas fue absorbido por la compañía mercenaria Wagner que, además, utilizó ampliamente a ex-convictos liberados con la condición de firmar un contrato con ellos y que los estudios cifran desde un 70 a un 88 % de incidencia de este tipo de mercenario con poca experiencia como la baja fatal promedio de Wagner en Bajmut.
En 2024, un trabajo conjunto entre la BBC y Mediazona, un medio independiente ruso especializado en la metodología OSINT desde dentro de la Federación de Rusia, consiguió la información personal de 19 547 mercenarios de Wagner muertos durante la ofensiva de Bajmut gracias a los pagos realizados a familiares o beneficiarios de su contrato con la compañía. Se sumaron 122 mercenarios más muertos sin pagos a familiares pero con información sobre sus lugares de sepultura. El estudio no incluía otros muertos desconocidos de la compañía ni número de heridos, pero demostró estar cerca de los 21 000 mercenarios muertos reportados por las Fuerzas Armadas ucranianas el 1 de julio de 2023.